# Carmen Amariei
Carmen Andreea Amariei (Cluj, 3 de septiembre de 1978) es una exjugadora de balonmano rumana y entrenadora de balonmano. Miembro del Salón de la Fama europeo desde 2024.
Su último equipo como jugadora fue el SCM Craiovay, en 2016, entrenó al equipo Alexandrion Cluj "U".

## Trayectoria

### Balonmano base
Carmen fue a la Escuela General n.º 17 (actualmente llamada "Ion Creangă") de su ciudad natal. Durante su etapa escolar, empezó a practicar atletismo y, en 1992 se dedicó al balonmano en el Club Deportivo Escolar de Cluj-Napoca. 
Siguiendo con sus estudios secundarios en el Liceo Deportivo Unirea, siguió practicando el balonmano y, en 1994 obtuvo el primer título de campeona juvenil. En 1995, aún en categoría juvenil, volvió a proclamarse campeona, título que repitió, en categoría júnior, en 1997. En 1995, junto con la selección rumana júnior, se proclamó campeona del mundo en Brasil 
En 1996, Carmen ingresó en la Facultad de Educación Física y Deportes de la Universidad Babeș-Bolyai de Cluj, donde se especializó en balonmano y obtuvo el título de maestría en Gestión Deportiva. 
En 1997 participó en el Campeonato Mundial Júnior en Costa de Marfil, donde la selección rumana ganó la medalla de bronce.

### Carrera profesional
En 1997 Carmen Amariei fue fichada por el CS Oltchim Râmnicu Vâlcea, que se convierte en el primer club sénior de su carrera. Con el Oltchim, Amariei ganó tres veces consecutivas (entre 1998 y 2000) la Liga Nacional y la Copa de Rumanía.
En 1999, con la selección rumana absoluta Carmen participó en el Campeonato del Mundo que tuvo lugar en Noruega y Dinamarca. 
En el partido por la medalla de bronce, Rumania fue derrotada tras una prórroga 31-28 por la selección de Austria y quedó en cuarta posición. Carmen se proclamó máxima goleadora de la competición con 67 tantos en 18 partidos, galardón que compartión con la alemana Grit Jurack (aunque Grit compitió en un partido más). 
En diciembre de 2000, Carmen Amariei fue transferida al equipo francés ESBF Besançon, donde permaneció hasta 2004 y, con el equipo galo, se proclamó campeona de la Liga francesa dos temporadas consecutivas, la 2001/02 y la 2002/03.En su última temporada, ganó la Recopa de Europa con el equipo francés, derrotando en la final al equipo ucraniano Spartak Kiev.
Tras su periplo francés, en 2004 Amariei se trasladó a Dinamarca, al club Randers HK pero, ese mismo año, pasó al campeón danés, Slagelse FH, entrenado por la antigua gloria del balonmano danés, Anja Andersen. 
Con el conjunto danés Amariei tuvo una carrera brillante, ganando la Liga y la Copa de Dinamarca tres veces seguidas, en la 2004/05, 2005/06 y la 2006/07. Pero, sin duda, su mayor éxito con el histórico club europeo fue el doble título de la Liga de Campeones en las temporadas 2004/05 y 2006/07. La temporada entre ambos títulos llegó a los cuartos de final y fue eliminado por el Viborg HK.
La última temporada fue la temporada perfecta, ya que el equipo ganó sus títulos sin perder un solo partido., Amariei fue nombrada mejor jugadora del campeonato danés.

### Detención en el aeropuerto de Samara
El 13 de mayo de 2007, mientras viajaba con su equipo a Rusia para la final de Champions contra el Lada Togliatti, Carmen Amariei vivió un hecho desagradable (que ella misma calificó de humillante): fue retenida durante 24 horas por las autoridades aduaneras del aeropuerto de Samara, acusada de falsificar su pasaporte. El documento ya no tenía hojas para los sellos de aduana y el consulado de Rumanía en Copenhague le puso una hoja adicional, después de recibir la confirmación de la embajada rusa. Sin embargo, la deportista fue detenida en el aeropuerto en "condiciones terribles" por parte de la policía rusa del aeropuerto, trasladándole luego a un hotel cercano.
Bjarne Stenbaek, director del club danés, calificó la situación creada por los funcionarios de aduanas en el aeropuerto de Samara como un episodio "amateur" y escandaloso por parte de las autoridades rusas. Se especuló que a Amariei no se le permitió jugar intencionadamente y la final terminó empatada a 29. Incluso Carmen afirmó: “¡Simplemente no me dejan jugar! Eso es lo que más me entristece, que le quitaron el derecho a una deportista a jugar una final de la Liga de Campeones. Me siento humillada y no entiendo cómo me pueden dejar salir por los alrededores del hotel donde me vigilan, pero no puedo ir 100 kilómetros hasta Togliatti a jugar y luego irme de Rusia".
El club danés presentó un escrito a la Federación Europea de Balonmano, solicitando el aplazamiento del partido de ida, pero la dirección de la Federación, citando el Reglamento de la Liga de Campeones, hizo jugar el partido. 
Al final, a pesar de todos los esfuerzos realizados por la dirección del club danés y las autoridades del Ministerio de Asuntos Exteriores rumano, a Carmen Amariei no se le permitió jugar la final en Togliatti, siendo liberada sólo cuando su equipo abandonó Rusia. Amariei dijo a la prensa: "Me siento humillado, pero me vengaré en el partido de vuelta de la final, en Dinamarca".  Carmen cumplió su palabra, siendo nombrada mejor jugadora  del partido de vuelta de la final celebrada en Slagelse el 22 de mayo de 2007, donde el equipo local derrotó al equipo ruso Lada Togliatti por 32-24, consiguiendo el trofeo de la Liga de Campeones. Amariei fue la máxima goleadora de su equipo y del partido, con 8 goles.

### Vuelta a Rumanía
Después de la final de la Liga de Campeones, Carmen Amariei volvió a su país, a jugar con su equipo de formación, el "U" Jolidon Cluj-Napoca, tercero en la Liga Nacional de Rumanía aunque duró poco, ya que solicitó, al poco de recalar en su país, el pase al Rulmentul Brașov, equipo entrenado en ese momento por la histórica Mariana Târcă. El director financiero del club Jolidon, Gabriel Cârlig, se opuso declarando que Amariei no era transferible, y el entrenador Gheorghe Covaciu amenazó a Amariei con la suspensión si no acompañaba al equipo a la pretemporada de verano en Alemania. Aunque Amariei se fue con el equipo a Alemania, dejó los de participar en los entrenamientos del Jolidon y se fue a Brașov, sin siquiera participar en el primer partido del campeonato, que el equipo de Cluj jugó contra el Rapid. Hasta septiembre de 2007 no compitió, y la jugadora del Cluj Amelia Busuioceanu declaró: "Carmen dejó el equipo, contábamos con ella. Tenemos que olvidarnos de que era Carmen y volver al equipo que éramos”.
Al final, el club Jolidon presentó un escrito a la Federación Rumana de Balonmano (FRH), solicitando la suspensión de la jugadora durante todo el período de contrato firmado con Jolidon, es decir, dos años. El 1 de octubre de 2007, la Comisión Disciplinaria, consideró el escrito presentado por Jolidon y anunció la suspensión de la jugadora por un período de dos años , decisión respaldada por el Consejo de Administración de la Federación. Amariei y el club de Cluj se reconciliaron tras dos meses, la jugadora admitió sus errores y ausencias en los entrenamientos y en los primeros partidos oficiales de la temporada. Tras ello, el club solicitó a la federación que levantara la suspensión de Amarie para que pudiera ser reintegrada al equipo y la suspensión fue levantada en enero del 2008.
Igualmente, tras quedar exonerada, también volvió a la selección rumana, el 13 de enero de 2008, de la mano de Gheorghe Tadici.
En 2008, Carmen Amariei participó en la clasificación de la selección rumana para los Juegos Olímpicos de Beijing, donde la selección rumana quedó séptima. Amariei también participó con la selección nacional en el torneo clasificatorio para la Eurocopa de Macedonia, en la que no pasó a la fase final.
En mayo de 2008 se iniciaron las negociaciones entre el club Jolidon y Rulmentul Brașov para una posible cesión de la jugadora, cesión que se anunció en julio y Carmen y su hermana Anca Amariei terminaron en el club de Brașov.
Carmen quería jugar la Liga de Campeones con el "Rulmentul" pero, aunque participó en el torneo de clasificación, el equipo de Brasov no logró clasificarse para la competición. Al no clasificarse pasó a la Copa EHF, siendo derrotado por el Itxako Reyno de Navarra. Al final, el Bearing quedó en tercer lugar.
El equipo de Brasov tenía a grandísimas jugadoras como Cristina Neagu, Ionela Gâlcă, Patricia Vizitiu, Alexandrina Barbosa, Woo Sun Hee, Gabriella Juhász, Simona Gogîrlă, Alexandrina Barbosa o Lidija Horvat pero esta constelación de estrellas sólo pudo ser subcampeona de la competición local, clasificándose tras el Oltchim Râmnicu Vâlcea.
A partir del otoño de 2008, el club de Brașov comenzó a experimentar serios problemas financieros, retrasándose mucho en el pago de salariosy aquellas jugadoras solicitaron la carta de libertad a la Federación Rumana de Balonmano. Gâlcă, Neagu y Vizitiu pasaron al Oltchim, Simona Vintilă al Jolidon Cluj y Woo Sun Hee al campeonato de Corea del Sur. Barbosa, Horvat y Juhász también abandonaron el equipo de Brasov. Carmen Amariei quedó libre de contrato el 22 de junio de 2009 y logró un sensacional traspaso al FCK Håndbold Copenhagen, que había terminado la temporada anterior en el tercer lugar de la liga danesa. 

## Como entrenadora
Carmen Amariei, tras regresar a su tierra natal, estuvo una temporada en el banquillo del SCM Craiova. En el invierno de 2014,  firmó un contrato de dos temporadas con la "U" Alexandrion Cluj y se convirtió en su entrenadora jefa. Con la "U", el equipo consiguió clasificarse para los cuartos de final de la Copa rumana.

## Palmarés

### Selección rumana
- Campeonato Mundial Juvenil :
  -  Medalla de oro (1995)
  -  Medalla de bronce (1997)

### Clubes
- 2 x Liga de Campeones (2004/05 y 2006/07, con Slagelse)
- 1 x Recopa de la Copa EHF (2002/03, con ESBF Besançon)
- 2 x Liga danesa de balonmano femenino 2004/05, 2006/07, con Slagelse)
- 2 x Liga francesa de balonmano femenino (2000/01, 2002/03, con ESBF Besançon)
- 3 x Liga Nacional (1997/98, 1998/99, 1999/00, con Oltchim)
- 1 x Copa de Dinamarca: (2009/10, con FCK Håndbold)
- 1 x Copa de Francia (2000/01, 2001/02, 2002/03, con ESBF Besançon)
- 1 x Copa de Rumania (1997/98, 1998/99, con Oltchim)

### Galardones individuales
- Máxima goleadora del  Mundial de 1999 (67 goles en 19 partidos)
- Mejor lateral derecho del campeonato danés (2006/07)
- Máxima goleadora de la Liga Nacional (178 tantos en la 1999/00)